# L-Gante: BZRP Music Sessions, Vol. 38
«L-Gante: BZRP Music Sessions, Vol. 38» es una canción del productor argentino Bizarrap y el cantante argentino L-Gante perteneciente a las BZRP Music Sessions del primero. Fue lanzado el 10 de marzo de 2021 a través de Dale Play Records. La canción llegó a posicionarse en las listas globales de varias plataformas digitales incluyendo el puesto número 1 en la lista Billboard Argentina Hot 100.

## Antecedentes
La sesión fue anunciada por Bizarrap mediante un pequeño tráiler publicado en las redes del productor. En el vídeo se puede ver a Bizarrap como un trabajador de un hotel, cuando recibe una carta y sube en el elevador a los cuartos del hotel, en el que se muestran algunas Music Sessions anteriores hasta que llega al cuarto indicado y el que abre la puerta es L-Gante, así confirmando su Music Session.
L-Gante es un artista que se caracteriza por hacer cumbias con un sonido más moderno ya sea con trap o reguetón. A ese característico sonido se le llama Cumbia 420, algo que últimamente suena mucho en Argentina.

## Letra
La letra de la canción fue escrita por Bizarrap y L-Gante. Muchos argentinos han asegurado que a pesar de su ritmo pegajoso, la letra puede confundir a muchos extranjeros ya que su letra puede ser entendida solo por algunos argentinos debido al uso del lunfardo de Argentina utilizado por el cantante.
Además es la primera Music Session que utiliza elementos de la cumbia argentina.

## Controversias
El 9 de marzo de 2021, un día antes de que la sesión saliera, el cantante L-Gante fue detenido en San Juan, Argentina, por presuntos disturbios, cuando se estaba tomando fotos con fanes. Fue arrestado junto con otras cinco personas, entre ellos un menor de 15 años. L-Gante pudo salir de prisión bajo fianza.

## Posicionamiento en listas

### Semanales y mensuales
| Listas (2021)                                   | Mejor posición |
| ----------------------------------------------- | -------------- |
| Argentina (Argentina Hot 100)                   | 1              |
| Argentina (Monitor Latino Canciones Nacionales) | 17             |
| España (Top 100 Canciones)                      | 43             |
| Global 200 (Billboard)                          | 171            |
| Paraguay (SGP)                                  | 88             |

## Certificaciones
| País   | Organismo certificador | Certificación | Ventas certificadas | Ref.   |
| ------ | ---------------------- | ------------- | ------------------- | ------ |
| España | PROMUSICAE             | 2x Platino    | 120 000             | [ 13 ] |
| México | AMPROFON               | 2x Platino    | 280 000             | [ 14 ] |